# (19371) 1997 YP11
(19371) 1997 YP11 est un astéroïde de la ceinture principale découvert en 1997.

## Description
(19371) 1997 YP11 a été découvert le 27 décembre 1997 à l'observatoire Gekko, situé à Shizuoka (Japon), par Tetsuo Kagawa et Takeshi Urata.

### Caractéristiques orbitales
L'orbite de cet astéroïde est caractérisée par un demi-grand axe de 2,22 UA, un périhélie de 2,16 UA, une excentricité de 0,03 et une inclinaison de 3,12° par rapport à l'écliptique. Du fait de ces caractéristiques, à savoir un demi-grand axe compris entre 2 et 3,2 UA et un périhélie supérieur à 1,666 UA, il est classé, selon la JPL Small-Body Database, comme objet de la ceinture principale.

### Caractéristiques physiques
(19371) 1997 YP11 a une magnitude absolue (H) de 14,4 et un albédo estimé à 0,181.